# Corporal Clegg
Corporal Clegg (с англ. — «Капрал Клегг») — композиция британской группы Pink Floyd, заключительный трек на первой стороне альбома A Saucerful of Secrets (1968). Песня написана Роджером Уотерсом, в записи участвовали также Дэвид Гилмор, Ричард Райт, Ник Мейсон, причём Гилмор играл на гитаре и казу, имитируя и одновременно пародируя звучание духовых инструментов.

## О композиции
Роджер Уотерс впервые затрагивает тему войны, к которой впоследствии он будет часто обращаться (эта тема станет ключевой в альбомах The Wall и The Final Cut). «Corporal Clegg» — песня о солдате (капрал Клегг), который потерял ногу на войне и носит деревянный протез, причём текст имеет явно иронический смысл: «У сержанта Клегга деревянная нога, он заработал этот трофей на войне, в 1944. У сержанта Клегга также есть медаль, оранжево-красно-синяя, он нашёл её в зоопарке».
Несмотря на то, что Pink Floyd никогда не исполняли композицию «Corporal Clegg» на концертах, существуют два видео с этой песней. Первое сделано в феврале 1968 года на бельгийском телевидении и представляет группу в процессе работы над песней, а второе снято 22 июля 1969 года в ФРГ, уже после выхода альбома.
В негативной статье об альбоме A Saucerful of Secrets, опубликованной в журнале Rolling Stone в октябре 1968 года, музыкальный критик Джим Миллер пренебрежительно отзывается об этой композиции как «обладающей по крайней мере достоинством краткости, а также не звучащей так, как будто она написана в наркотическом ступоре». Далее он пишет, что мелодия неоригинальна и звучит слишком по-битловски в «эти пост-пепперовские дни»

## Участники записи
- Дэвид Гилмор — гитара, вокал, казу
- Ричард Райт — клавишные, орган, вокал
- Роджер Уотерс — бас-гитара, вокал
- Ник Мейсон — ударные, перкуссия, вокал